# 庫齊夫卡 (切爾卡瑟州)
49°4′26″N 31°38′38″E / 49.07389°N 31.64389°E
庫齊夫卡（烏克蘭語：Куцівка）是位於烏克蘭中部的村莊，由切爾卡瑟州切爾卡瑟區的羅特米斯特里夫卡市鎮負責管轄。該村面積4.69平方公里，海拔高度145米，2001年人口691，人口密度每平方公里147.2人。